# Dział (Wesoła)
Dział – część wsi Wesoła w Polsce, położona w województwie podkarpackim, w powiecie brzozowskim, w gminie Nozdrzec.
W latach 1975–1998 Dział administracyjnie należał do województwa krośnieńskiego.